# 皆川正禧
皆川 正禧（みなかわ まさき、1877年（明治10年） - 1949年（昭和24年））は、日本の英文学者、翻訳家、教育者。雅号は真拆。

## 経歴
出生
1877年（明治10年）、福島県会津（現在は新潟県東蒲原郡阿賀町）に生まれた。皆川家は、土地の旧家で総鎮守西村八幡宮の神宮を務めていた大地主であったという。 1900年（明治33年）、第二高等学校を卒業し、東京帝国大学英文学科に入学。
東京帝国大学学生時代(小泉八雲・夏目漱石)
在学中、小泉八雲の講義を2年半受けた。正禧が八雲の講義を筆記したノートが10冊残されており、1904年（明治37年）11月の『帝国文学』で追悼特集（八雲は9月に逝去）が組まれたとき、正禧は「蓬莱」という追悼文を寄せている。 
1903年（明治36年）、最上級生のとき、八雲の後任として夏目漱石が赴任し、卒業までの3ヶ月間、「文学の一般概念」という講義を受けた。その講義録は漱石の生前に公表されることはなかったが、正禧は小松武治・吉松武通・野間真綱と彼自身の講義ノートを整理し、1924年に『英文学形式論』と題して岩波書店から刊行した。なお、八雲の講義が学生の間で絶大な人気を博していたのに対し、当時の漱石の講義は不評であったことを、正禧は『英文学形式論』の「はしがき」で記している。ただ、同級の野間（第五高等学校時代から漱石の教え子であった）と親友だったこともあり、卒業後も漱石との交流が続いた。1905年（明治38年）から、漱石宅で毎月、文章会が開かれていたが、正禧はその常連であり、そこで和歌や俳体詩などの創作も試みて、『ホトトギス』に俳体詩「偶成」（1905年6月）、「散歩」（同年7月）を発表している。近藤哲は『吾輩は猫である』の越智東風など、漱石作品の登場人物の造形に正禧が関わっている可能性を指摘している。 
英文学教師となる
1903年（明治36年）7月、大学卒業後、明治学院高等部に勤務。同年から、『帝国文学』に「まぜっぱ」（ジョージ・ゴードン・バイロンの物語詩の邦訳）などの翻訳を4編発表し、翌年から内外出版協会より『希臘勇士譚』（チャールズ・キングズリー）などの訳書を7冊刊行した。 1908年（明治41年）、野間の誘いによって、第七高等学校に移った。1920年（大正9年）、水戸高等学校教授となった。1922年（大正11年）、英語ならびにご学研究のため欧米に留学を命じられた。1929年、水戸高校を退職。その後は東京の私立大学等の講師を務め、1932年から1944年まで、法政大学高等師範科に勤務した。

## 家族・親族
- 父：皆川正勝は新潟県士族。
- 長女：皆川ユキは漢学者・高田眞治夫人。

## 著作
編著
- 漱石文学館・名著複刻『英文学形式論』（日本近代文学館、1976年）

翻訳
- 『希臘勇士譚 英和対訳 巻1(パァセアス物語)』チャールズ・キングズリー著（内外出版協会、1904年）
- 『如何にして生活すべきか』ロバート・グラント著（内外出版協会、1906年）
- 『わが生涯』ヘレン・ケラー著（内外出版協会、1907年）
- 『時勢と青年』ジョシア・ストロング著（内外出版協会、1907年）
- 『母の道 一名・小児の教育』ハンナ・ホイットール・スミス著（内外出版協会、1908年）
- 『ワグネル物語』（内外出版協会、1908年）
- 『淑女の美徳』ウィリアム・ゼー・シアラー著（内外出版協会、1909年）
- ジョージ・メレディス「シャグパットの毛剃」-「享楽主義者メイリアス　下 付録」（ウォルター・ペイター、國民文庫刊行会 1927年）に収録
  - 新版『ゴシック名訳集成暴夜(アラビア)幻想譚―伝奇ノ匣8』 (東雅夫編、学研M文庫、2005年）に収録
- 『独逸古謡 ニーベルンゲンの歌』（大智書房、1943年）